# Har Alexander
Har Alexander (hebrejsky: הר אלכסנדר) je hora o nadmořské výšce 527 metrů v severním Izraeli.
Leží ve vysočině v regionu vádí Ara (hebrejsky: Nachal Iron), cca 37 kilometrů jihovýchodně od centra Haify, na jihovýchodním okraji města Umm al-Fachm. Má podobu výrazného vrchu, který je nejvyšším bodem hornatiny nazývané někdy Har Amir v oblasti vádí Ara. Na jihovýchodě se jeho úpatí dotýká Zelené linie oddělující od vlastního Izraele Západní břeh Jordánu. Vrcholová partie i svahy jsou převážně zastavěny obytnou zástavbou města Umm al-Fachm. Stojí tu také hrobka šejcha Iskandara. Na severních svazích hory začíná vádí Ara, na severovýchodních svazích jsou to vádí Nachal Milcham a vádí al-Tarmija.